# Martha Hunt
Martha Hunt (ur. 27 kwietnia 1989) – amerykańska modelka, znana głównie ze swojej współpracy z Victoria’s Secret oraz Free People.

## Wczesne życie
Martha Hunt została odkryta przez fotografa w Charlotte, w Karolinie Północnej, który przedstawił ją agencji w Nowym Jorku. przeniosła się tam i podpisała kontrakt z IMG Models.
Na wybiegu zadebiutowała w 2007 roku, na Paryskim Tygodniu Mody, gdzie szła w pokazie Issei Miyake. W 2009 roku pojawiła się na okładce chińskiego Vogue’a, Harper’s Bazaar, GQ, Revue des Models, V, niemieckiego Glamour i Muse. Chodziła w pokazach Tracy Reese, J. Mendel, Wayne’a, i Rebeki Taylor.

## Kariera
Szła w ponad 180 pokazach mody, w tym Acne, Balmain, Caroliny Herrery, Chanel, Christophera Kane’a, Diane Von Furstenberg, Dolce & Gabbana, Giorgio Armaniego, Hervé Léger, Jasona Wu, Louisa Vuittona, markiza, Miu Miu, Óscara de la Renta, Prada, Rag & Bone, Ralpha Laurena, Stelli McCartney, Tory Burch, Versace, Givenchy, Castelbajaca, Fatimy Lopes, Issey Мiyake, Jefen. W 2010 i 2011 roku, pojawiła się w magazynie Velour, włoskim Marie Claire, Vogue Rosja, Harper’s Bazaar i Allure, a także reklamach BCBG Max Azria, Y-3, Hugo Boss, i Via Spiga.
W 2012 podpisała kontrakt z IMG Models, w trakcie którego pozowała dla Pennyblack, Jasona Wu, i Victoria' s Secret,  pojawiła się na okładce magazynu Elle, i została wybrana do wideo-kalendarza adwentowego magazynu LOVE.
W 2013 roku pojawiła się w reklamach Miu Miu, Santa Lolla, Max & Co (z Frida Gustavsson), Express, Ralph Lauren, Prada, Rag & Bone, i Juicy Couture. Pozowała również dla wielu magazynów, m.in. Wonderland, V, Harper's Bazaar, Vogue, 25, Numéro i australijskiego Elle. Od 2013 roku była inspiracją marki Free People i wystąpiła w ich reklamach oraz sesjach zdjęciowych. Pojawiła się również w katalogu marki Victoria’s Secret oraz zadebiutowała w ich corocznym pokazie mody.
W 2014 roku pozowała dla Rebeki Minkoff, włoskiego czasopisma Marie Claire, niemieckiego Glamour, Stonefox, i Lui. Szła w pokazach Tome, Jason Wu, Cushine et Ochs, Hervé Léger, Carolina Herrera, Ralph Lauren, Jeremy Scott. Dla brytyjskiego Vainty Fair napisała artykuł dotyczący Festiwalu Coachella. Drugi raz poszła w pokazie marki Victoria’s Secret. Na początku 2015 roku pojawiła się w Victoria’s Secret Swim Special, a niedługo potem została aniołkiem marki.
W 2015 roku zagrała „Homeslice” w teledysku do piosenki Taylor Swift „Bad Blood”, natomiast 16 lutego 2017 roku pojawiła się w teledysku zespołu The Chainsmokers „Paris”.